# Sharon White
Sharon Michele White, baronne White de Tufnell Park, (née le 21 avril 1967) est une femme d'affaires britannique qui est la sixième présidente du John Lewis Partnership, après avoir occupé divers postes dans la fonction publique.
Elle est directrice générale de l'organisme de régulation des médias britannique l'Ofcom de mars 2015 à novembre 2019 et la secrétaire permanente au Trésor de 2013 à 2015.

## Jeunesse
White est née dans l'est de Londres et grandit à Leyton, où elle fréquente la Connaught School for Girls pendant trois ans puis le Leyton Senior High School for Girls. Ses parents ont émigré de Jamaïque au Royaume-Uni dans les années 1950, alors que son père avait 15 ans et sa mère 11. White étudie au Fitzwilliam College de Cambridge, où elle obtient une licence en économie. Elle obtient ensuite une maîtrise en économie à l'University College de Londres.

## Carrière
White travaille pour une église à Birmingham avant de rejoindre la fonction publique britannique en 1989. Elle travaille d'abord au Trésor, puis à l'ambassade britannique à Washington, où elle rencontre son mari Robert Chote. Elle travaille également au service politique du 10 Downing Street sous le gouvernement Blair, à la Banque mondiale, et comme directrice générale au ministère du Développement international de 2003 à 2009, puis au ministère de la Justice de 2009 à 2011, ainsi qu'au ministère du Travail et des Retraites.
Au Trésor, elle supervise un examen de la gestion financière du gouvernement et de la réponse de la direction du Trésor à la crise financière de 2008. Elle est directrice générale des dépenses publiques au Trésor de 2012 à 2013 puis remplace Tom Scholar (en) comme deuxième secrétaire permanent en 2013. Elle est la première personne noire à devenir secrétaire permanente au Trésor, et la deuxième femme après Anne Mueller dans les années 1980.
En novembre 2014, The Voice désigne White comme la septième personne noire la plus puissante de Grande-Bretagne. White est reconnue pour son influence comme l'une des personnes noires britanniques les plus puissantes du Royaume-Uni à plusieurs reprises par Powerlist, arrivant en tête de la liste de 2023 ainsi que se classant régulièrement dans le top 10 depuis 2016, notamment la deuxième place en 2019,,.
En décembre 2014, elle est nommée directrice générale de l'Ofcom et prend ses fonctions en mars 2015, remplaçant Ed Richards.
En juin 2019, elle quitte son poste à l'Ofcom pour remplacer Charlie Mayfield en tant que sixième présidente du John Lewis Partnership et prend ses fonctions le 4 février 2020.
En octobre 2023, White annonce qu'elle quitte son poste au sein de John Lewis Partnership.
White est chercheuse invitée au Nuffield College de l'Université d'Oxford. Elle prend ses fonctions de directrice non exécutive de Barratt Developments le 1er janvier 2018.
White est nommée Dame Commandeur de l'Ordre de l'Empire britannique (DBE) lors des honneurs du Nouvel An 2020 pour service public. Le 17 juin 2025, elle est créée pair à vie et entre à la Chambre des lords en tant que crossbencher. Elle est créée baronne White de Tufnell Park, de Tufnell Park dans le quartier londonien d'Islington, le 17 juillet 2025.

## Vie privée
White épouse l'économiste Robert Chote à l'ambassade britannique à Washington, D.C., en 1997. Elle y travaillait alors, tandis que Chote travaillait pour le Fonds monétaire international. Chote préside le Bureau de la responsabilité budgétaire de 2010 à 2020. Les médias ont surnommé le couple « M. et Mme Trésor ». Ils ont deux enfants.